# نت‌اسکیپ (مرورگر)
نت‌اسکیپ نامی کلی برای مجموعه مرورگرهای وب است، که درابتدا توسط شرکت نت‌اسکیپ تولید می‌شدند که در حال حاضر، این شرکت زیرمجموعهٔ شرکت ای‌اوال است.
در جریان جنگ مرورگری، این مرورگر با پیش‌فرض قرار داده شدن اینترنت اکسپلورر در ویندوز از دور خارج شد. آخرین نسخهٔ این نرم‌افزار ۹٫۰٫۰٫۶ است که در ۲۰ فوریه ۲۰۰۸ منتشر شد. شرکت نت‌اسکیپ کلیه تولیدات و ارائه خدمات خود به مشترکانش را در ۱ مارس ۲۰۰۸ را متوقف کرد.